# Paratachycines ussuriensis
Paratachycines ussuriensis är en insektsart som beskrevs av Sergey Storozhenko 1990. Paratachycines ussuriensis ingår i släktet Paratachycines och familjen grottvårtbitare. Inga underarter finns listade i Catalogue of Life.